# Giovanni Abagnale
Giovanni Abagnale (født 11. januar 1995 i Gragnano, Italien) er en italiensk roer.
Abagnale vandt, som makker til Marco Di Costanzo, bronze i toer uden styrmand ved OL 2016 i Rio de Janeiro. Italienerne blev i finalen besejret af newzealænderne Eric Murray og Hamish Bond, der vandt guld, og af Lawrence Brittain og Shaun Keeling fra Sydafrika, der fik sølv.
Abagnale vandt desuden VM-sølv i firer uden styrmand ved VM 2017 i USA, og EM-guld i samme disciplin ved EM 2017 i Tjekkiet.

## OL-medaljer
- 2016:  Bronze i toer uden styrmand